# Nowa Zelandia na Letnich Igrzyskach Olimpijskich 1992
Nową Zelandię na Letnich Igrzyskach Olimpijskich 1992 reprezentowało 134 zawodników: 92 mężczyzn i 42 kobiety. Był to 17 start reprezentacji Nowej Zelandii na letnich igrzyskach olimpijskich.

## Zdobyte medale
| Medal  | Zawodnik                                             | Dyscyplina       | Konkurencja                              | Rezultat                                                  |
| ------ | ---------------------------------------------------- | ---------------- | ---------------------------------------- | --------------------------------------------------------- |
| Złoto  | Barbara Kendall                                      | Żeglarstwo       | windsurfing kobiety                      | 47,8 pkt                                                  |
| Srebro | Blyth Tait, Vicky Latta, Andrew Nicholson, Mark Todd | Jeździectwo      | WKKW drużynowo                           | 290,8 pkt                                                 |
| Srebro | Danyon Loader                                        | Pływanie         | 200 m stylem motylkowym mężczyzn         | 1:57,93 min                                               |
| Srebro | Don Cowie, Rod Davis                                 | Żeglarstwo       | klasa Star                               | 58,4 pkt                                                  |
| Srebro | Jan Shearer, Leslie Egnot                            | Żeglarstwo       | klasa 470 kobiet                         | 36,7 pkt                                                  |
| Brąz   | David Tua                                            | Boks             | waga ciężka do 91 kg mężczyzn            | w półfinale przegrał z Nigeryjczykiem Richardem Igbineghu |
| Brąz   | Blyth Tait                                           | Jeździectwo      | WKKW indywidualnie                       | 87,6 pkt                                                  |
| Brąz   | Gary Andreson                                        | Kolarstwo torowe | wyścig na 4000 m na dochodzenie mężczyzn |                                                           |
| Brąz   | Lorraine Moller                                      | Lekkoatletyka    | maraton kobiet                           | 2:33,59 h                                                 |
| Brąz   | Craig Monk                                           | Żeglarstwo       | klasa Finn                               | 64,7 pkt                                                  |

## Skład kadry

### Badminton
Kobiety
- Rhona Robertson – gra pojedyncza - 17. miejsce,
- Rhona Robertson, Tammy Jenkins – gra podwójna - 17. miejsce,

Mężczyźni
- Dean Galt – gra pojedyncza - 33. miejsce,
- Kerrin Harrison – gra pojedyncza - 33. miejsce,
- Dean Galt, Kerrin Harrison - gra podwójna - 17. miejsce,

### Boks
Mężczyźni
- Trevor Shailer waga lekkopółśrednia do 63,5 kg - 17. miejsce,
- Joe Figota waga lekkośrednia do 71 kg - 17. miejsce,
- David Tua waga ciężka do 91 kg - 3. miejsce,

### Hokej na trawie
Kobiety
- Elaine Jensen, Mary Clinton, Tina Bell-Kake, Christine Arthur, Shane Collins, Sapphire Cooper, Kylie Foy, Sue Duggan, Susan Furmage, Trudy Kilkolly, Anna Lawrence, Kieren O’Grady, Mandy Smith, Robyn Toomey, Kate Trolove – 8. miejsce,

Mężczyźni
- Peter Daji, Brett Leaver, David Grundy, Scott Hobson, Grant McLeod, Peter Miskimmin, Paresh Patel, Dave Penfold, John Radovonich, Craig Russ, Greg Russ, Umesh Parag, Jamie Smith, Anthony Thornton, Scott Anderson, Ian Woodley - 8. miejsce,

### Judo
Kobiety
- Donna Hilton – waga do 48 kg - 13. miejsce,
- Nicola Morris – waga do 61 kg - 13. miejsce,

Mężczyźni
- Steve Corkin – waga do 71 kg - 17. miejsce,
- Graeme Spinks – waga do 78 kg - 22. miejsce,

### Jeździectwo
- Mark Todd – skoki przez przeszkody indywidualnie - nie ukończył rundy finałowej (dyskwalifikacja),
- Harvey Wilson – skoki przez przeszkody indywidualnie - 48. miejsce,
- Bruce Goodin – skoki przez przeszkody indywidualnie - 59. miejsce,
- Mark Todd, Harvey Wilson, Bruce Goodin - skoki przez przeszkody drużynowo - 15. miejsce,
- Blyth Tait – WKKW indywidualnie - 3. miejsce,
- Vicky Latta – WKKW indywidualnie - 4. miejsce,
- Andrew Nicholson – WKKW indywidualnie - 16. miejsce,
- Mark Todd - WKKW indywidualnie - nie ukończył konkurencji,
- Blyth Tait, Vicky Latta, Andrew Nicholson, Mark Todd - WKKW - drużynowo - 2. miejsce,

### Kajakarstwo górskie
Mężczyźni
- John MacDonald

K-1 500 m - odpadł w półfinale,
K-1 1000 m - odpadł w półfinale,
- Ian Ferguson, Paul MacDonald

K-2 500 m - odpadli w półfinale,
K-2 1000 m - 8. miejsce,
- Richard Boyle, Finn O’Connor, Stephen Richards, Mark Scheib – K-4 1000 m - odpadli w półfinale,
- Donald Johnstone – kajakarstwo górskie - K-1 - 25. miejsce,

### Kolarstwo
Kobiety
- Joann Burke – kolarstwo szosowe - wyścig ze startu wspólnego - 30. miejsce,
- Rosalind Reekie-May – kolarstwo szosowe - wyścig ze startu wspólnego - 49. miejsce,
- Jacqui Nelson – kolarstwo torowe - wyścig na 3000 m na dochodzenie indywidualnie - 10. miejsce,

Mężczyźni
- Graeme Miller – kolarstwo szosowe - wyścig ze startu wspólnego - 51. miejsce,
- Brian Fowler – kolarstwo szosowe - wyścig ze startu wspólnego - 59. miejsce,
- Tom Bamford – kolarstwo szosowe - wyścig ze startu wspólnego - 73. miejsce,
- Brian Fowler, Paul Leitch, Graeme Miller, Chris Nicholson – kolarstwo szosowe - jazda drużynowa na 100 km na czas - 10. miejsce,
- Jon Andrews

kolarstwo torowe - sprint - odpadł w eliminacjach,
kolarstwo torowe - wyścig na 1 km ze startu zatrzymanego - 7. miejsce,
- Gary Anderson – kolarstwo torowe - wyścig na 4000 m na dochodzenie indywidualnie - 3. miejsce
- Gary Anderson, Nigel Donnelly, Carlos Marryatt, Stuart Williams, Glenn McLeay – kolarstwo torowe - wyścig na 4000 m na dochodzenie drużynowo - 7. miejsce,
- Glenn McLeay – kolarstwo torowe - wyścig punktowy - 4. miejsce,

### Lekkoatletyka
Kobiety
- Lesley Morton – bieg na 10 000 m – odpadła w eliminacjach,
- Lorraine Moller – maraton – 3. miejsce,
- Marguerite Buist – maraton - nie ukończyła biegu,
- Anne Judkins – chód na 10 km – 9. miejsce,
- Kirsten Smith – rzut oszczepem – 17. miejsce,
- Joanne Henry – siedmiobój – nie ukończyła konkurencji,

Mężczyźni
- Cameron Taylor – bieg na 200 m – odpadł w ćwierćfinale,
- Robbie Johnston – bieg na 5000 m – odpadł w eliminacjach,
- Rex Wilson – maraton - 16. miejsce,
- Derek Froude – maraton - 35. miejsce,
- Paul Gibbons – skok o tyczce – nie sklasyfikowany (nie zaliczył żadnej próby),
- Gavin Lovegrove – rzut oszczepem - 9. miejsce,
- Simon Poelman – dziesięciobój – nie ukończył konkurencji,

### Łucznictwo
Kobiety
- Faye Johnstone – indywidualnie - 37. miejsce,

### Pływanie
Kobiety
- Toni Jeffs

50 m stylem dowolnym – 27. miejsce,
100 m stylem dowolnym – 29. miejsce,
- Philippa Langrell

400 m stylem dowolnym – 9. miejsce,
800 m stylem dowolnym – 4. miejsce,
400 m stylem zmiennym – 17. miejsce,
- Anna Simcic

100 m stylem grzbietowym – 11. miejsce,
200 m stylem grzbietowym – 5. miejsce,
Mężczyźni
- Nick Sanders

50 m stylem dowolnym - 34. miejsce,
100 m stylem dowolnym - 36. miejsce,
100 m stylem motylkowym – 25. miejsce,
- Mark Weldon – 50 m stylem dowolnym - 37. miejsce,
- John Steel

100 m stylem dowolnym - 13. miejsce,
200 m stylem dowolnym – 16. miejsce,
- Trent Bray – 200 m stylem dowolnym - 26. miejsce,
- Danyon Loader

400 m stylem dowolnym - 8. miejsce,
200 m stylem motylkowym - 2. miejsce,
- Richard Tapper – 400 m stylem dowolnym - 29. miejsce,
- Simon Percy

100 m stylem grzbietowym - 33. miejsce,
200 m stylem grzbietowym - 28. miejsce,
200 m stylem zmiennym - 28. miejsce
- Guy Callaghan

100 m stylem motylkowym - 28. miejsce,
200 m stylem motylkowym - 27. miejsce,
- John Steel, Nick Sanders, Trent Bray, Mark Weldon - sztafeta 4 x 100 m stylem zmiennym – 9. miejsce,
- Trent Bray, Richard Tapper, John Steel, Danyon Loader - sztafeta 4 x 200 m stylem dowolnym – 11. miejsce,

### Skoki do wody
Kobiety
- Tania Paterson – wieża 10 m - 24. miejsce,

### Strzelectwo
Kobiety
- Jocelyne Lees – pistolet pneumatyczny - 42. miejsce,

Mężczyźni
- Greg Yelavich

pistolet pneumatyczny 10 m - 22. miejsce,
pistolet dowolny 50 m - 37. miejsce,
- Stephen Petterson – karabin małokalibrowy leżąc 50 m - 42. miejsce,

### Szermierka
Mężczyźni
- Gavin McLean – szpada indywidualnie - 45. miejsce,

### Tenis stołowy
Kobiety
- Chunli Li – gra pojedyncza - 17. miejsce,

Mężczyźni
- Peter Jackson – gra pojedyncza - 33. miejsce,
- Hagen Bower – gra pojedyncza - 49. miejsce,
- Hagen Bower, Peter Jackson - gra podwójna - 25. miejsce,

### Wioślarstwo
Kobiety
- Philippa Baker, Brenda Lawson – dwójki podwójne - 4. miejsce,

Mężczyźni
- Eric Verdonk – jedynki - 4. miejsce,
- Scott Brownlee, Cris White, Pat Peoples, Campbell Clayton-Greene – czwórka bez sternika - 6. miejsce,
- Bill Coventry, Guy Melville, Toni Dunlop, Ian Wright, Carl Sheehan – czwórka ze sternikiem - 11. miejsce,

### Zapasy
- Shane Stannett – styl wolny waga do 52 kg - odpadł w eliminacjach,
- Grant Parker – styl wolny waga do 90 kg - odpadł w eliminacjach,

### Żeglarstwo
- Barbara Kendall – windsurfing kobiety - 1. miejsce,
- Jenny Armstrong – klasa Europa – 4. miejsce,
- Jan Shearer, Leslie Egnot – klasa 470 kobiety - 2. miejsce,
- Bruce Kendall – windsurfing mężczyźni - 4. miejsce,
- Craig Monk – klasa Finn – 3. miejsce,
- Craig Greenwood, Jon Bilger – klasa 470 mężczyźni - 7. miejsce,
- Don Cowie, Rod Davis – klasa Star – 2. miejsce,
- Brian Jones, Rex Sellers – klasa Tornado – 4. miejsce,
- Graham Fleury, Russell Coutts, Simon Daubney – klasa Soling – 8. miejsce,
- Greg Knowles, Murray Jones – klasa Latający Holender – 4. miejsce,